# Середня собівартість
Сере́дня собіва́ртість (англ. Average Cost) — загальна сума витрат на виробництво, поділена на кількість вироблених одиниць продукції; також може бути підрахована як сума середніх постійних та середніх змінних витрат.

## Джерело
- Глосарій Менеджмент.com.ua [Архівовано 16 грудня 2008 у Wayback Machine.]